# Olivier Martinez
Olivier Martinez (París, 12 de enero de 1966) es un actor francés que saltó a la fama por su trabajo en películas de Hollywood tales como Unfaithful y S.W.A.T.

## Biografía
Martinez nació en París, en el seno de una familia trabajadora. Su padre era un boxeador español nacido en el Protectorado Español de Marruecos y su madre era una secretaria francesa. Estudió en el prestigioso CNSAD y empezó su carrera como actor en Francia en 1990, donde alcanzó el éxito rápidamente.
En 1994, ganó el Premio César al mejor actor revelación por su actuación en la película de 1993 Un, Deux, Trois, Soleil. Después trabajó con directores europeos como Jean-Paul Rappeneau y Bigas Luna. Estos primeros trabajos captaron la atención de Hollywood, y su primera película en los Estados Unidos fue Unfaithful, dirigida por Adrian Lyne, en donde encarnó al amante del personaje de Diane Lane. 
Los primeros papeles que requirieron que hablara en inglés, como el que interpretó en Antes que anochezca, le resultaron muy difíciles.
Posteriormente apareció en la producción televisiva The Roman Spring of Mrs. Stone y en las películas S.W.A.T. y Taking Lives.
Martinez se dio a conocer como símbolo sexual entre el público estadounidense cuando actuó en la mencionada Unfaithful, donde su personaje seduce a una mujer casada. En febrero de 2006, tras encuestar a más de diez mil mujeres, la revista New Woman lo ubicó en la décima posición en una lista de los cien hombres más sexys del mundo.

## Vida privada
Martínez vivió con su coestrella en Le Hussard sur le Toit, Juliette Binoche, durante tres años, y su relación fue ampliamente cubierta por la prensa francesa. También mantuvo una relación con la actriz Mira Sorvino. En 2007 terminó una relación de tres años con la cantante australiana Kylie Minogue. Mantuvo una relación con la actriz española Elsa Pataky, la cual fue a su vez precedida en la vida del francés por la actriz, también española, Goya Toledo. 
En algún momento posterior a 2010, comenzó una relación con la actriz Halle Berry, que ya tenía una hija, Nahla, con el modelo Gabriel Aubry. Los padres mantenían una disputa judicial sobre la tenencia desde 2008, asunto que se recrudeció cuando a Martinez y a Berry se les negó mudarse a Francia, como esperaban, porque eso violaba el derecho de custodia compartida. El 27 de noviembre de 2012, en la mañana del Día de Acción de Gracias, el actor increpó a Aubry cuando este se presentó en casa de Berry para entregar a la niña. Del encuentro surgió una pelea en la que Martinez, que había boxeado en su juventud, lo hirió en el rostro, especialmente en los ojos. Por haber iniciado el altercado, Aubry fue detenido por la policía y se emitió una orden que le impedía acercarse a noventa metros de la pareja y de su hija.
Martinez y Berry se casaron el 13 de julio de 2013 en el Château des Condé en Vallery, región de Borgoña (Francia). Tienen un hijo, Maceo-Robert, que nació el 5 de octubre de 2013 en el hospital Cedars-Sinai Medical Center de Los Ángeles. Se divorciaron dos años después.

## Filmografía
- Paul, Apostle of Christ (2018)
- Mars (2016, TV)
- Revenge (2014, TV)
- El Médico (2013)
- Dark Tide (2012)
- Blood & Chocolate (2007)
- Taking Lives (2004)
- S.W.A.T. (2003)
- La primavera romana de la Sra. Stone (2003, TV)
- Unfaithful (2002)
- Semana Santa (2002)
- Bullfighter (2000)
- Antes que anochezca (2000)
- Toreros (2000)
- La Taule (2000)
- Nosotras (2000)
- La ciudad de los prodigios (película) (1999)
- La camarera del Titanic (1997)
- Mon Homme (1996)
- Le Hussard sur le Toit (1995)
- Un, deux, trois, soleil (1993)
- Les Paroles invisibles (1992, cortometraje)
- IP5: L'île aux Pachydermes (1992)
- Odyssée Bidon (1992, TV)
- Plein Fer (1990)
- Navarro (1990, serie de TV, un episodio)